# مغيب
مغيب، 
مغيب هي بلدة من فئة ( أ ) تقع في محافظة الدوادمي التابعة لمنطقة الرياض في السعودية وتبعد عن محافظة الدوادمي بمسافة تقارب 50 كم وهي بلدة من بلدات عالية نجد وهي مرتبطة من الناحية الإدارية بإمارة منطقة الرياض عن طريق محافظة الدوادمي

## التسمية
وهو مورد ماء قديم عرف منذ القدم في إقليم السر

## تأسيسها
أسسها الأمير خلف بن فهيد الحداري الأسعدي العتيبي و مغيب لم يعمرها أحد قبل الأساعدة حيث كانت مورداً للبادية يقطنونها في الصيف ويهجرونها في الشتاء وفي بداية سنة 1374 هـ نزلها الأساعدة والمغايبة و بعض من عوائل الروقة وقد زارها الملك سعود بن عبد العزيز آل سعود سنة 1378 هـ أثناء رحلته في مدن وقرى نجد وحل ضيفاً على أميرها في ذلك الوقت الأمير خلف بن فهيد الحداري وجماعته الأساعدة من عتيبة

## الموقع والجغرافيا
تقع بلدة مغيب في عالية نجد، ويحدها من الغرب نفود ثندوة نجد و من الشرق خف ونفود السر وتبعد عن الرياض 220 كم من جهة الشرق وتبعد عنها طريق الرياض - الطائف بنحو 20 كم من جهة الشمال وتقع مغيب بين مصيقره وحقيل وقد ذكرها الخلاوي في قصيدة بقوله :
لفاني مع الطرَاش علمِ راعني
وأنا بالمصيقره عن يمين حقيل

## السكان
نزلوا فيها عام 1374 هـ الأساعدة و عوائل من الروقة .
أما عدد سكانها حالياً مايقارب 5000 نسمة غالبيتهم من قبيلة عتيبة .

## مواقع مهمة
في بلدة مغيب مواقع ذات أرث تاريخي قديم كالنقوش المكتوبة في ضلغ مصيقره 
ومن أهم المواقع الاثرية في مركز مغيب :
1-  جبل غرب 
2- وجبل جمران 
3- وجبل حقيل 
4- ضلع مصيقره

## الزراعة
أشتهرة مغيب بالزراعة وهي من أهم وأكثر مزارع في محافظة الدوادمي وتحيطها المزارع والمشاريع الزراعية من جميع الجهات وذلك لخصوبة أرضها ومائها العذب وتشتهر بإنتاج البطيخ والقمح و الأعلاف وأنواع التمور والبطاطس وغيرها ويفوق عدد مزارعها 400 مزرعة وأكثر .